# 강자구

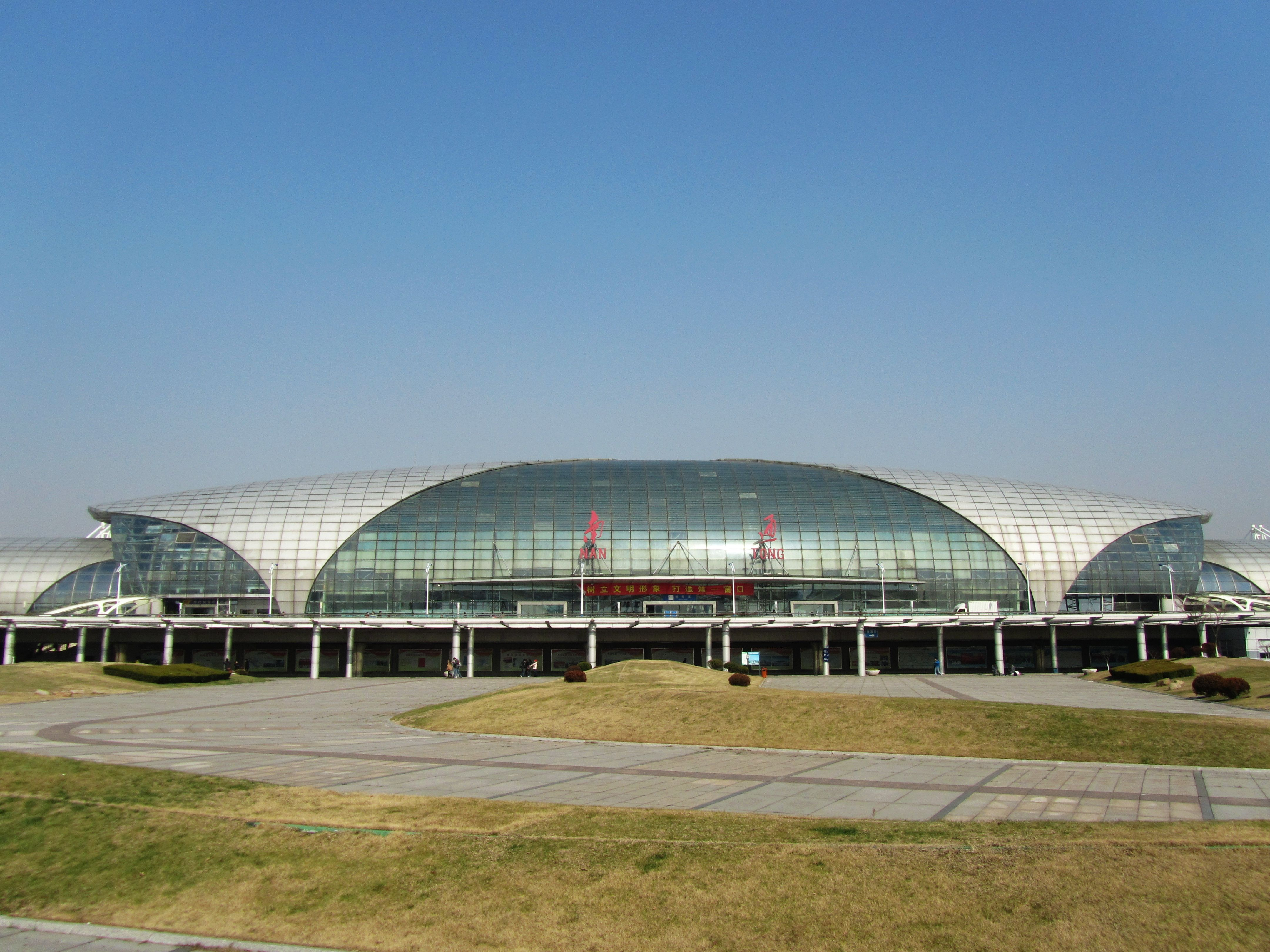

강자구(한국어: 항갑구, 중국어: 港闸区, 병음: Gǎngzhá Qū)는 중화인민공화국 장쑤성 난퉁 시의 행정구역이다. 넓이는 134km2이고, 인구는 2007년 기준으로 180,000명이다.

## 행정 구역
6개 가도를 관할한다.
- 가도: 永興街道, 天生港鎮街道, 唐閘鎮街道, 秦灶街道, 陳橋街道, 幸福街道.